# 小双花石斛
小双花石斛（学名：Dendrobium somai）为兰科石斛属下的一个种。

## 扩展阅读
- 維基物種上的相關：小双花石斛